# Bicycle (speelkaarten)
Bicycle is een merk speelkaarten geproduceerd door The United States Playing Card Company. Dit bedrijf maakt de speelkaarten sinds 1885, en is een van de grootste en bekendste bedrijven ter wereld.
Bicyclecards zijn populair bij goochelaars, omdat de kaarten een hoge kwaliteit hebben. Ze hebben een zeer speciale “air cushion finish”. Dat zorgt ervoor dat deze kaarten door je handen heen glijden.

## Soorten Bicyclekaarten
De bekendste soorten Bicyclekaarten zijn de rode en de blauwe, de Bicycle rider back. Deze speelkaarten hebben een rode achterkant of een blauwe achterkant, maar met dezelfde structuur en hetzelfde logo. Deze Bicycle rider standard backs bestaan ook in diverse kleuren zoals oranje, groen, paars en bruin.
Naast de Bicycle rider standard backs bestaan er ook special decks zoals:
- Bicycle Brimstone red, deze kaarten zijn uitgegeven door Gamblers Warehouse en gedrukt door de Bicyclefabriek. Het is een speciaal ontworpen kaartspel met een rode uitvoering. Het heeft een mooie uitstraling omdat er goudfolie gebruikt is.
- Bicycle Steampunk bandits black, is ook een speciaal spel kaarten. Het is gebaseerd op het feit dat een groep bandieten eind 19de eeuw een kaarttel-algoritme gevonden hebben die ze de Fortuna Script genoemd hebben. Met hun technieken hebben ze vele casino's ten onder doen gaan.
- Bicycle 130 year deck rood/blauw was origineel geïntroduceerd in 1887. Dit was een van de eerste ontwerpen van het Bicyclemerk. Het ontwerp werd gemaakt in rood, blauw, groen en bruin en werd geprint tot in 1907. Toen werden de drie cirkels in het midden vervangen door een patroon van vier cirkels waardoor de kaart symmetrisch werd. Dit kaartspel was bedoeld als een ode aan 130 jaar vakmanschap, met hetzelfde design al in 1887.
- Bicycle Made gold kaarten staat in teken van het begin van de 20ste eeuw, waar de maffia in Chicago de baas was. De achterkanten zijn zwart met gouden opdruk, de stijl is jaren 20.